# Sinaasappelsap

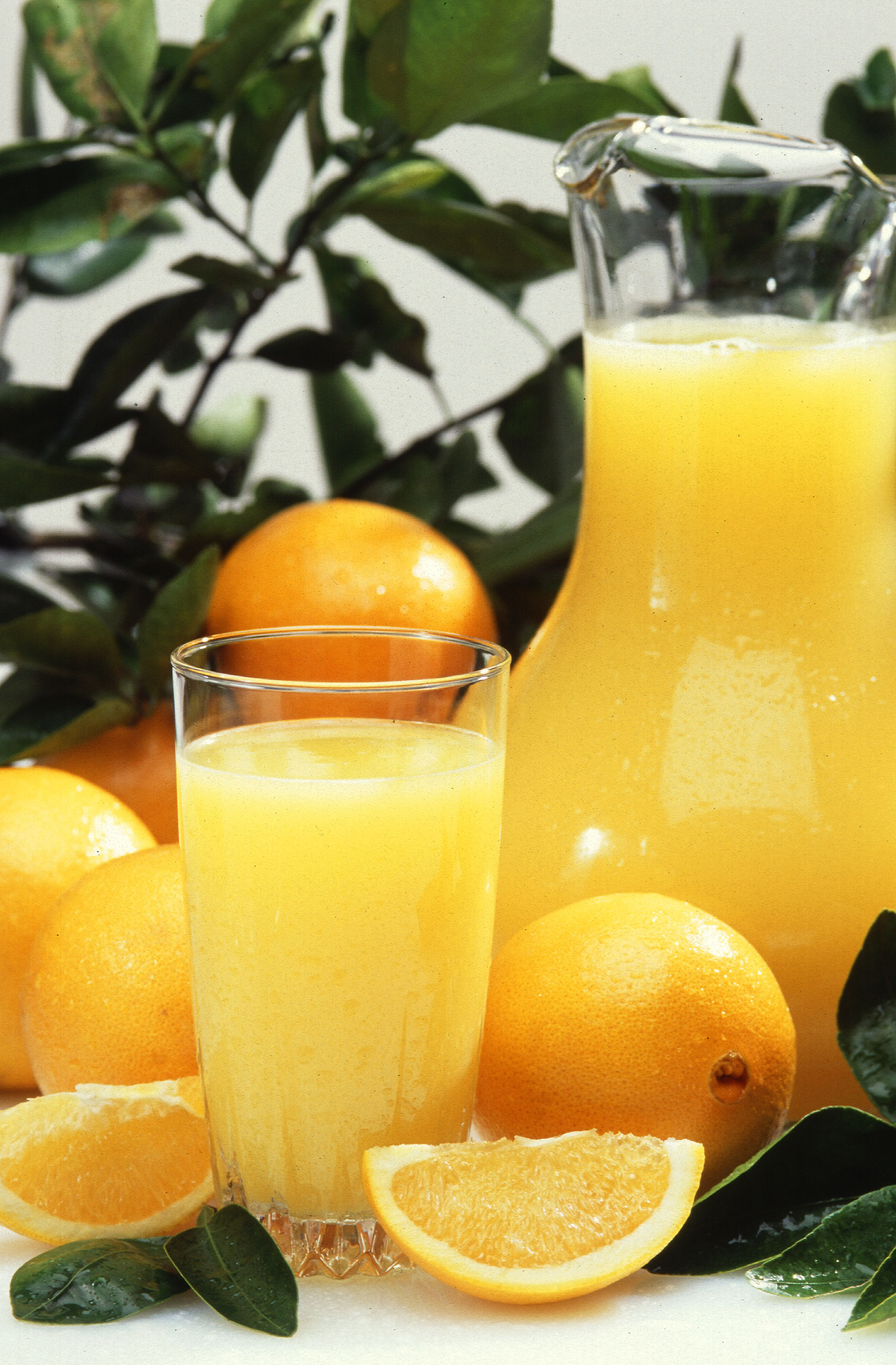
Sinaasappels en sinaasappelsap.

Sinaasappelsap, appelsiensap of jus d'orange is een vruchtensap verkregen door het binnenste van een sinaasappel uit te persen. Sinaasappelsap is in de winkel te koop met en zonder vruchtvlees. Vers sinaasappelsap heeft over het algemeen een fruitig-zure smaak. Soms kan het ook een erg zoete smaak hebben, als er suiker aan toegevoegd wordt, en het is ook afhankelijk van hoe rijp de sinaasappel is. Het bevat veel vitamine C (ascorbinezuur). Men kan sinaasappelsap ook zelf maken door met een citruspers sinaasappels uit te persen.
De grootste exporteur van sinaasappelsap is Brazilië, gevolgd door de Verenigde Staten (voornamelijk Florida) en Mexico. Voor transport wordt vrijwel al het water uit het sap verdampt zodat een concentraat ontstaat.
Op de plek van bestemming worden de concentraten met water verdund tot de originele samenstelling.
Hoewel op verpakkingen 'vers geperst', 'vers geplukt', of (minder oneigenlijk:) '100% fruit' of 'vriesvers' mag staan, wordt sap vrijwel niet als onbewerkt sap, internationaal vervoerd.
De Nederlandse Warenwet stelt eisen aan de samenstelling van het eindproduct om op verpakkingen 'vruchtensap' of 'sap' te mogen vermelden. Deze samenstelling moet voldoende het oorspronkelijk sap benaderen.
Het Franse leenwoord jus d'orange of kortweg jus is een term die in Nederland wordt gebruikt, terwijl in Vlaanderen vooral sinaasappelsap, appelsiensap of het algemenere fruitsap wordt gebruikt.
Er zijn vele merken sinaasappelsap zoals Appelsientje, Looza, Minute Maid, CoolBest, Granini, Goldhorn en Tropicana. De op het einde van het oogstseizoen geoogste sinaasappels zijn het meest geschikt voor productie van sinaasappelsap. Het hele jaar door worden sinaasappels, of sinaasappelconcentraat, tussen verschillende regio's over de wereld vervoerd.
Sinaasappelsap wordt in sommige cocktails gebruikt.